# 金沢大学附属小学校
金沢大学附属小学校（かなざわだいがくふぞくしょうがっこう）は、石川県金沢市にある国立小学校。金沢大学の附属学校。
正式名称は「金沢大学人間社会学域学校教育学類附属小学校」（かなざわだいがく・にんげんしゃかいがくいき・がっこうきょういくがくるい・ふぞく・しょうがっこう）である。
1学年90名のほぼ全員が金沢大学附属中学校に進学する。

## 概要
1949年、石川県師範学校附属小学校（男子）と石川県女子師範学校附属小学校が統合し、広坂通88番地に金沢大学石川県師範学校附属小学校が発足。1951年、金沢大学教育学部附属小学校と改称する。
1995年9月、附属幼稚園、附属中学校と共に附属高校の所在する平和町キャンパスへ移転した。なお、旧校地の広坂には2004年9月に金沢21世紀美術館が開館している。
幼小中一貫教育を実施している。第三学年で外部の小学校から複式学級への編入も可能である。ただし、附属中学から附属高校へは学年の半数程度しか入学できないので注意が必要である。

## 象徴

### 校章
- 「かしわ葉」- 1949年に男女の学校が統合した際に制定。

ふれあい広場の芝生はかしわの木々に取り囲まれている。1972年度以降の卒業生が記念植樹した「かしわ」の木は、かつての広坂校舎から現在の平和町キャンパスに移植され、心地よい木陰を作っている。

### 服装
制服があり、着用が義務付けられている。
ランドセルのみならずリュックでの登校も可。費用や容量を考え、リュックにしている生徒の方が全体数としては大きい。

## 教育

### 教育目標
「共に生きる力」
変化する未来社会を生き抜く力と、豊かな社会の形成者として人間愛あふれる資質の基礎を育成する。

### 努力目標（目指す児童像）
- 「進んで学ぶ子ども」
- 「やりとおす子ども」
- 「みんなのことを考える子ども」

### 教育研究
金沢大学人間社会学域学校教育学類の附属学校として、初等教育の理論と実証の研究を行い、教育現場に必要な情報の提供を行う。また、教育現場の諸課題に取り組み、教育研究を通して地方教育の進展に資する。
また、教育実習等を通した学生の指導を行う。

## 学校行事
- 4月 入学式・新任式・始業式・1学期開始・わかば遠足
- 5月 ふじだなおとぎかい
- 6月 運動会（5月の月末に行う場合もあり）
- 7月 終業式
- 8月
- 9月 2学期開始・教育実習・秋の遠足

- 10月 後期開始
- 11月
- 12月 終業式
- 1月 始業式・3学期開始
- 2月 6年生を送る会
- 3月 卒業式

## 活動

### 弦楽合奏部
唯一あるクラブ活動として、弦楽合奏部がある。必ず入らなければいけないわけではない。
外部から講師を呼んでいる本格的なクラブ。小学4年生から入ることができ、入るには必ずテストを受けないといけない。また大会にも出ることがある。みんなで楽器を演奏する。6年生の参加する「金沢市小学校連合音楽会」の演奏にも参加している。

## 年表
- 1874年 - 石川県集成学校附属小学校として創立。
- 1875年 - 石川県師範学校附属小学校発足。
- 1877年 - 広坂通6番地に新築移転。
- 1888年 - 広坂通88番地に新築移転。
- 1905年 - 初等教育研究会始まる。
- 1914年 - 師範学校（男子）附属小学校と女子師範附属小学校に分離。男子部附属小学校は弥生へ移転。
- 1914年 - 創立50周年記念式を挙げる。
- 1949年
  - 5月 - 金沢大学の設置により「金沢大学石川師範学校附属小学校」と改称。
- 1951年
  - 3月 - 金沢大学教育学部に附属学校を設置、金沢大学教育学部と改称する。主事を廃止して校長を置く。
- 1995年 - 現在の平和町キャンパスに移転。
- 2004年 - 創立130周年記念式典挙行。
- 2008年 - 金沢大学の3学域16学類への学部再編により「金沢大学人間社会学域学校教育学類附属小学校」と改称。

## 入学試験
金沢大学附属幼稚園以外の幼稚園および保育所から第一学年として入学する場合、同校が行う入学試験を受験しなければならない。また、その他に複式学級が設けられており、第三学年で、他の公立・私立小学校からの転入も可能。この場合も同校が行う入学試験を受験しなければならない。

## 交通
- 北陸鉄道
  - 平和町バス停より徒歩5分
  - 金大附属学校自衛隊前バス停より徒歩2分[1]

## 著名な出身者
- 林銑十郎 - 陸軍大将・陸軍士官学校第8期、陸軍大学校第17期、歩兵第57聯隊長、陸軍大学校長、近衛師団長、朝鮮軍司令官、陸軍大臣（齋藤内閣、岡田内閣）、第33代内閣総理大臣
- 草鹿龍之介 - 海軍中将・海軍兵学校第41期、海軍大学校第24期、軍令部作戦課長、航空母艦「赤城」艦長、第1航空艦隊参謀長（少将、太平洋戦争開戦時）、第3艦隊参謀長、聯合艦隊参謀長（1945年4月、戦艦「大和」の沖縄特攻作戦を第2艦隊司令長官伊藤整一中将へ命令伝達した）、第5航空艦隊司令長官
- 青木重誠 - 陸軍中将・陸士第25期首席、陸大第32期優等、歩兵第7聯隊長、陸軍省人事局補任課長、南方軍総参謀副長（中将、太平洋戦争開戦時）、第20師団長（草鹿龍之介著「一海軍士官の半生記」(p. 25) によると、石川県師範学校附属小学校の同級生で成績は草鹿が1番、青木が2番だった）
- 森友一 - 海軍少将・海兵第42期、重巡洋艦「羽黒」艦長（大佐、太平洋戦争開戦時）、第1水雷戦隊司令官（草鹿龍之介と石川県師範学校附属小学校の同級生）
- 今井亮一 - 交通ジャーナリスト
- 森重有里彩 - 北陸朝日放送アナウンサー
- 保科有里 - 歌手